# BirdLife Chipre
BirdLife Chipre (en griego: Πτηνολογικός Σύνδεσμος, en inglés: BirdLife Cyprus) es una organización no gubernamental ambiental dedicada a la conservación de las aves y sus hábitats en la isla de Chipre en el Mediterráneo oriental, siendo una organización asociada a BirdLife International. El emblema de BLC es una collalba chipriota, una especie endémica que habita solamente esta isla.

## Historia
BirdLife Chipre se formó en 2003 a través de la fusión de dos Sociedades de Ornitología de Chipre, y ahora tiene oficinas en Strakka, Nicosia. Es el socio nacional de BirdLife International, una asociación global de organizaciones de conservación de la naturaleza que trabajan en más de cien países en todo el mundo.
BirdLife Chipre es actualmente la organización de conservación más activa en Chipre, ejecutando campañas contra la captura ilegal de aves y la caza furtiva. Otras actividades incluyen la designación y protección de Áreas Importantes de Aves como Áreas de Protección Especial, así como campañas en el área de agricultura, educación y sensibilización.

## Desarrollo
Las actividades de la organización incluyen una campaña en curso contra la captura ilegal de aves silvestres, la protección de Áreas importantes para la conservación de las aves, el establecimiento de Zona de especial protección para las aves bajo la Directiva de Aves de la Unión Europea y la promoción de una agricultura respetuosa con el medio ambiente. Las campañas que desarrollo BirdLife en Chipre a nivel local y europeo son las siguientes:
- Monitoreo y contabilidad: Una acción de conservación efectiva es imposible sin datos confiables de la población de aves. Además de producir informes mensuales y anuales para avistamientos de aves, se ha establecido y ejecutado esquemas de monitoreo sistemático y científico, como cuentas mensuales de aves de humedales, un censo común de aves y encuestas de rapaces migratorias.

- Hábitats: BirdLife Chipre desarrolla campañas para asegurar la designación oficial de las Áreas Importantes para las Aves científicamente identificadas (IBAs) como Zonas de Protección Especial (ZEP). Las ZEPA forman parte de la red paneuropea Natura 2000 de «hotspots» de la biodiversidad. Estas ZPE deben ser manejadas para asegurar la conservación adecuada de las especies de aves que apoyan y el desarrollo sostenible de las comunidades locales.

- Atrapamiento de aves ilegales: un objetivo de BirdLife Chipre intenta poner fin a la captura ilegal de aves. Los pájaros son atrapados en limestos y en redes, muriendo de una forma cruel, y entonces siendo vendidos como una delicadeza costosa llamada "Ambelopoulia". Muchas especies migratorias y amenazadas son víctimas de redes y palos de pegamento. Un reciente sondeo de opinión mostró que la mayoría de los chipriotas están en contra de esta actividad ilegal. Se calcula que más de 2 millones de aves murieron en 2015, incluyendo más de 800.000 en los territorios británicos.[3][4]

- Agricultura: La agricultura predominantemente de baja intensidad en Chipre la convierte en un lugar atractivo para las aves. La intensificación agrícola en Europa ha tenido un efecto documentado y desastroso sobre las aves de las tierras agrícolas. BirdLife Chipre promueve un conjunto de propuestas prácticas para garantizar que las prácticas agrícolas locales se mantienen respetuosas con la fauna.

- Educación: BirdLife Chipre también trabaja para crear conciencia sobre las aves de Chipre y los problemas que afectan a ellos y a sus hábitats. Esto se hace a través de una combinación de artículos en los medios de comunicación locales y charlas para introducir a las personas a las aves de Chipre.

- Proyectos: La organización también implementa o participa en otros programas, tales como el Proyecto LIKE Oroklini para la restauración y gestión del lago Oroklini, y el Proyecto Gypas para la recuperación de la población chipriota extremadamente reducida de buitres leonados realizada en el Programa de Cooperación Transfronteriza Grecia-Chipre (2007-2013).[5][6]